# Vicente Brun
Vicente d'Avila Melo Brun –conocido como Vincent Brun– (14 de abril de 1947) es un deportista brasileño que compitió en vela en las clases Soling y Star (desde el año 1983 bajo la bandera de Estados Unidos).
Ganó cuatro medallas en el Campeonato Mundial de Soling entre los años 1977 y 1983, dos medallas en el Campeonato Mundial de Star, oro en 1986 y bronce en 2001, y una medalla de oro en el Campeonato Europeo de Star de 1987.
Participó en dos Juegos Olímpicos de Verano, en los años 1976 y 1980, ocupando el sexto lugar en Moscú 1980, en la clase Soling.

## Palmarés internacional
| Representando a Brasil         |                                |                   |        |
| Campeonato Mundial             |                                |                   |        |
| Año                            | Lugar                          | Medalla           | Clase  |
| 1977                           | Hankø (Noruega)                | Medalla de bronce | Soling |
| 1978                           | Río de Janeiro (Brasil)        | Medalla de oro    | Soling |
| 1981                           | Anzio (Italia)                 | Medalla de oro    | Soling |
| Representando a Estados Unidos |                                |                   |        |
| Campeonato Mundial             |                                |                   |        |
| Año                            | Lugar                          | Medalla           | Clase  |
| 1983                           | San Francisco (Estados Unidos) | Medalla de oro    | Soling |

| Representando a Estados Unidos |                          |                   |       |
| Campeonato Mundial             |                          |                   |       |
| Año                            | Lugar                    | Medalla           | Clase |
| 1986                           | Capri (Italia)           | Medalla de oro    | Star  |
| 2001                           | Medemblik (Países Bajos) | Medalla de bronce | Star  |
| Campeonato Europeo             |                          |                   |       |
| Año                            | Lugar                    | Medalla           | Clase |
| 1987                           | N. d.                    | Medalla de oro    | Star  |

1. ↑  En algunas ediciones del Campeonato Europeo se permitió la participación de regatistas de otros continentes.